# Marianne Dansereau
Marianne Dansereau est une auteure, dramaturge et comédienne québécoise.

## Biographie
Marianne Dansereau est née le 3 avril 1991 à Saint-Eustache. Elle a vécu la majeure partie de sa jeunesse en banlieue montréalaise, lieu qui l'a particulièrement inspirée dans la création de ses pièces. Après une formation au Cégep de Saint-Laurent en art et lettre profil art dramatique, la jeune femme reçoit, en 2014, son diplôme en interprétation de l'École nationale de théâtre du Canada. Marianne Dansereau est à la fois actrice et auteure. En tant qu'actrice, on peut la voir, entre autres, en 2015 dans Les Zurbains, une production du Théâtre Le Clou ! ; lors de la saison 2017-2018, dans un spectacle jeunesse, intitulé Partout ailleurs au Théâtre de l'Avant Pays. Elle fait également partie de la distribution de deux pièces de Félix-Antoine Boutin, soit Le Sacre du printemps (tout ce que je contiens) et Les Dévoilements simples (strip-tease), respectivement présentées en 2013 et en 2015.
En 2012, elle remporte le Premier prix du concours littéraire du Carrefour international de théâtre de Québec pour son texte Dalot(s). En 2013, elle écrit la première version de Hamster, pièce pour laquelle elle remporte le prix du Centre des auteurs dramatiques (CEAD) pour le texte le plus prometteur, dans le cadre du Festival Zone Homa qui met en vitrine les jeunes auteurs de la scène émergente. Cette pièce remportera également le prix Gratien-Gélinas en 2015. Elle est la 21e lauréate de ce prix remis annuellement par la Fondation du CEAD. En 2014, elle présente Les fournisseurs de McDonald's n'utilisent pas de peinture à base de plomb dans la conception des jouets du Joyeux Festin lors de La soirée qui goûte le mauve. Finalement, elle signe Savoir compter, d'abord présenté lors d'une mise en lecture au festival du Jamais Lu 2015, avant d'être présentée au Centre du Théâtre d'Aujourd'hui, où elle est artiste en résidence en 2017.

## Influences et thématiques
Marianne Dansereau s'inscrit elle-même dans la lignée d'autres jeunes auteurs québécois, disant s'inspirer, entre autres, d'Annick Lefebvre - pour son rythme d'écriture -, de Daniel Danis - pour son originalité et le caractère viscéral de son œuvre -, d'Olivier Choinière - dont elle apprécie les répliques cinglantes, ainsi que de David Paquet.
Jean-Marc Larrue associerait Marianne Dansereau au mouvement québécois qu'il désigne sous le nom de « Théâtre des Trentenaires ». Il s'agit, selon lui, d'une nouvelle génération d'auteurs âgés, comme leur nom l'indique, de plus ou moins trente ans en 2010 et qui « dominent la scène de l'extrême contemporain (2005 à aujourd'hui) ». Ces jeunes dramaturges ne se trouvent pas dans une dynamique oppositionnelle face à la (post)modernité. Cela dit, ils préfèrent le retour du texte et de l'auteur au déclin du logocentrisme théâtral qui avait dominé la postmodernité. Les dramaturges de ce mouvement partagent de nombreuses caractéristiques, tant au niveau thématique qu'au niveau formel. Ainsi, parmi celles qui s'appliquent à l'œuvre de Marianne Dansereau, on retrouve la division des scènes en tableaux, la brièveté des scènes et un travail important sur la temporalité, souvent éclatée. La langue y est grandement travaillée et à la fois directe, rythmée et violente. L'auteure aborde également des thèmes chers à cette génération de jeunes dramaturges, comme la sexualité, l'amour, l'amitié et la famille. Dans la dramaturgie des Trentenaires, ces thèmes sont constamment mis en échec ; il y a une dysfonction généralisée de ces aspects de l'expérience humaine.
Marianne Dansereau aborde divers thèmes propres à la réalité adolescente, tels que la déception amoureuse, la découverte de la sexualité et la perte de repères. Elle aborde également des sujets profondément humains et plutôt troublants comme la violence et la passivité face à cette violence, la compassion, le remords et le désespoir.

## Théâtre

### Interprétation
- 2019 : Les larmes amères de Petra Von Kant de Rainer Werner Fassbinder, mise en scène de Félix-Antoine Boutin. Théâtre Prospero, Montréal : Gabrielle Von Kant[10]

- 2017 : Savoir compter de Marianne Dansereau, mise en scène de Michel-Maxime Legault, Théâtre d'Aujourd'hui, Montréal : Q-Tips[11]
- 2017 : Vice et Vertu du collectif Les 7 Doigts, mise en scène de Samuel Tétrault : Léa Roback
- 2017 : Vendre ou Rénover, 2e édition, mise en scène d'Alexandre Fecteau, Centre du Théâtre d'Aujourd'hui
- 2016 : Vendre ou Rénover, mise en scène d'Alexandre Fecteau, Théâtre aux Écuries, Montréal

- 2016 : Thérèse et Pierrette à l'école des Saints-Anges de Michel Tremblay, mise en scène de Jacques Rossi, Productions JBH : Thérèse
- 2015 : Théâtre à relire : Jean-Pierre Ronfard de Jean-Pierre Ronfard, mise en lecture d'Alexis Martin, CEAD : rôles multiples

### Écriture
Publications
- Savoir compter (2015). Dramaturges Éditeurs, 2017, 106 pages  (ISBN 9782896371198)
- Hamster (2013). Dramaturges Éditeurs, 2018, 104 pages  (ISBN 9782896371259)

Oeuvres
- 2019 : La même bottine
- 2015 : Savoir compter
- 2014 : Les fournisseurs de McDonald's n'utilisent pas de peinture à base de plomb dans la conception des jouets du Joyeux Festin
- 2013 : Hamster
- 2012 : Dalot(s)

## Télévision

### Interprétation
- 2017 : En tout cas de François Jaros : vendeuse bio
- 2014 : Un sur deux de Claude Desrosiers : infirmière

## Prix et distinctions
- 2015 : Récipiendaire du prix Gratien-Gélinas pour la relève en écriture dramatique pour son texte Hamster[12]
- 2013 : Lauréate du prix du texte le plus prometteur du CEAD pour la pièce Hamster
- 2012 : Lauréate du Premier prix du concours littéraire du Carrefour international de théâtre de Québec pour le monologue Dalots(s)